# Alberto Urdaneta Forero
Alberto Urdaneta Forero (Ubaté, 4 de mayo de 1895-Madrid, 27 de abril de 1957), fue un compositor y folclorista colombiano.
Su obra insigne fue la pieza Guabina chiquinquireña, que se interpretó en varios ballets internacionales, y la música de la película colombiana La tragedia del silencio, de 1924. Urdaneta es autor de varios temas considerados clásicos del folclor colombiano. Falleció en extrañas circunstancias a los 62 años.